# اورانژ اس.ای.

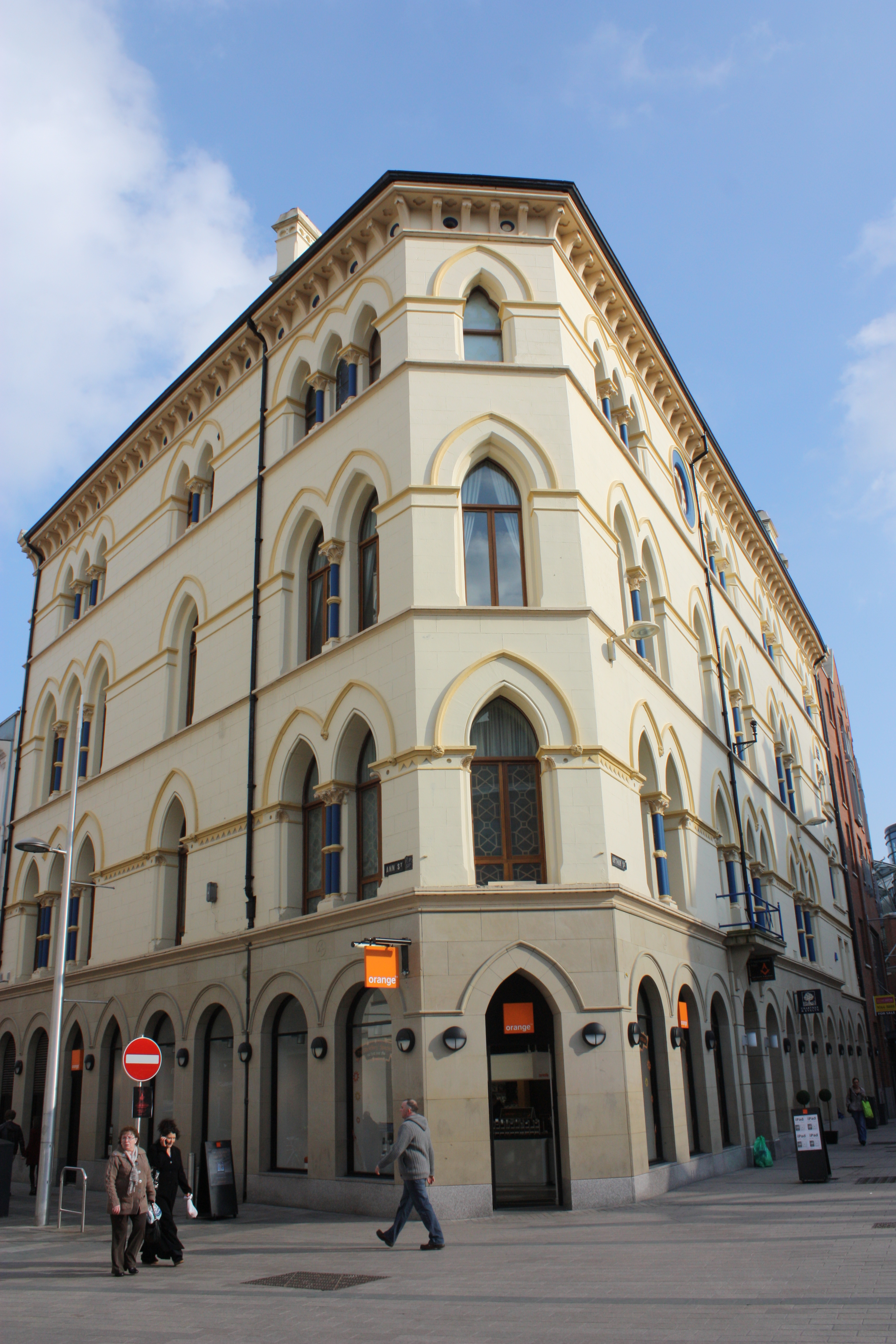
ساختمان اداری شرکت اورنج، در شهر بلفاست، ایرلند شمالی

اورانژ اس.ای. (به فرانسوی: Orange S.A.) شرکت مخابراتی فرانسوی چندملیتی است، که معروف‌ترین نام تجاری شرکت فرانس تلکوم به‌شمار می‌آید.
این شرکت در سطح بین‌المللی، خدمات تلفن همراه، خطوط تلفن ثابت، اینترنت، اینترنت تلفن همراه و همچنین خدمات تلویزیون اینترنتی را، ارائه می‌نماید. این شرکت، دارای بیش از ۲۲۶ میلیون مشترک در سراسر جهان می‌باشد.
نام تجاری اورانژ نخستین بار، توسط شرکت هاچیسون ایجاد شد. این شرکت در پایان دهه ۱۹۸۰ میلادی، اقدام به خریداری سهام شرکت ارتباطات میکروتل نمود و در طول سال‌های نخست دهه ۱۹۹۰ میلادی، شرکت هاچیسون، تقریباً همه سهام میکروتل را، بدست آورد. سپس در سال ۱۹۹۴ نام آن را به اورانژ تغییر داد.
در سال ۱۹۹۹ یکی از شرکت‌های تابعه شرکت آلمانی مانس‌مان محسوب می‌شد، که سرانجام در سال ۲۰۰۰ توسط شرکت فرانس تلکوم خریداری شد و اکنون همچنان به عنوان یک شرکت تابعه از فرانس تلکوم، اما همچنان با مدیریت مستقل، فعالیت می‌نماید.